# Pierre-Charles Simart
Pierre-Charles Simart (Troyes, 27 de junio de 1806 - París, 27 de mayo de 1857) fue un escultor francés.

## Biografía
Alumno de Antoine Desbœufs, Charles Dupaty, Jean-Pierre Cortot y James Pradier.
Simart obtiene en 1833 le el Primer Gran Premio de Roma de escultura con un relieve que lleva por título Le Vieillard et les enfants. 
Permanece pensionado en la Villa Médici desde el 7 de enero de 1834 al 31 de diciembre de 1838
.
Es elegido miembro de la Academia de Bellas Artes en 1852.

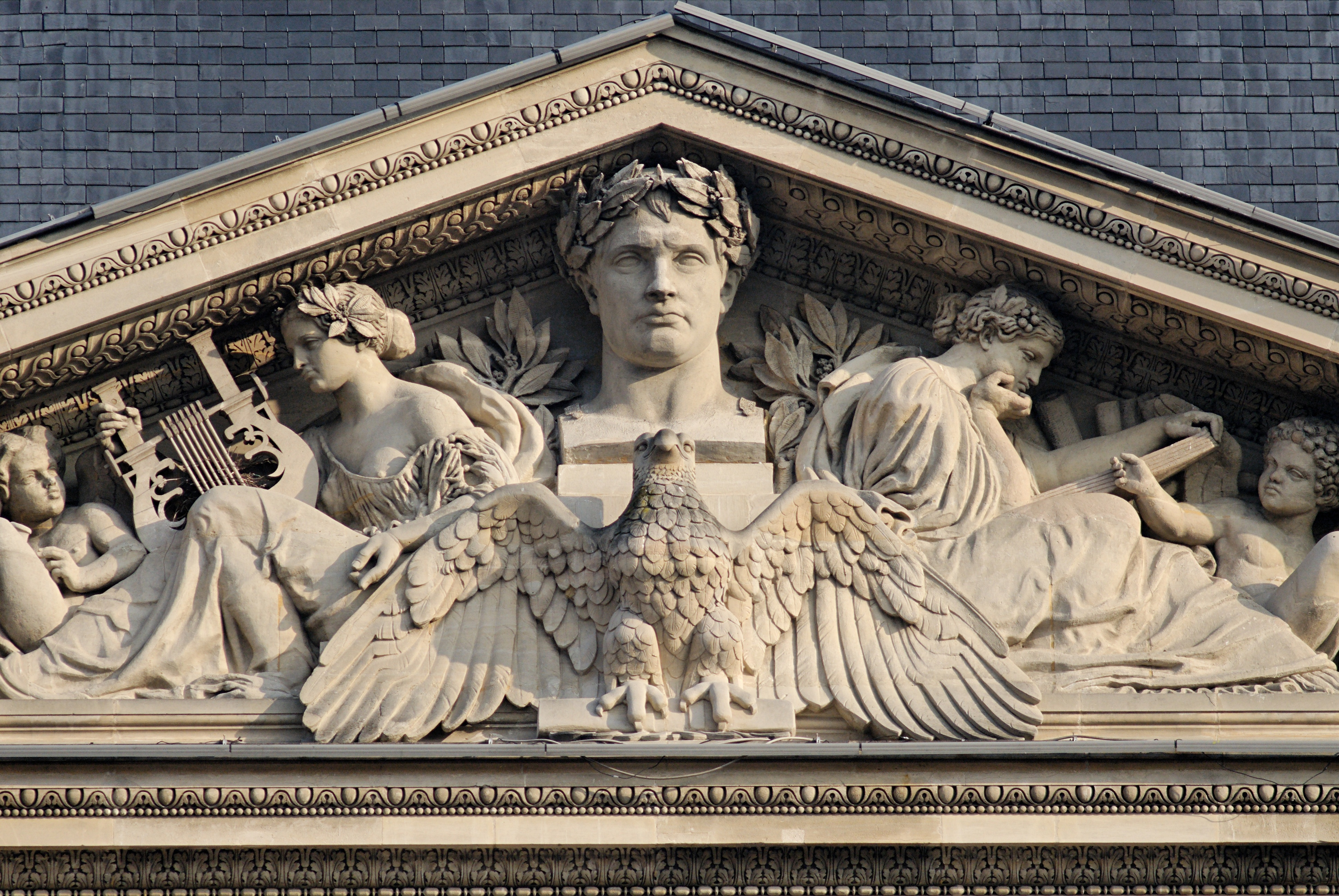
Busto de Napoleón I por Antoine-Louis Barye, custodiado por la Historia y las Artes por Pierre Simart. Piedra, hacia 1857. Frontón del Pabellón Sully, cour Napoleón, palacio del Louvre.

## Obras
- La Poésie épique, estatua, mármol, París, jardín de Luxemburgo, biblioteca del Senado
- La Philosophie, estatua, mármol, París, jardín de Luxemburgo, biblioteca del Senado
- Busto de Napoleón I por Antoine-Louis Barye, custodiado por la Historia y las Artes por Pierre Simart. Piedra, hacia 1857. Frontón del Pabellón Sully, cour Napoleón, palacio del Louvre.

## Recursos
- Emmanuel Schwartz, Les Sculptures de l'École des Beaux-Arts de Paris. Histoire, doctrines, catalogue, École nationale supérieure des Beaux-Arts, París, 2003